# Dotoo!
Dotoo!（ドトォ！）は日本の劇団。主宰は福田卓郎で、ほぼすべての作品の作演出を担当している。1987年に疾風DO党（シップウドトウ）として旗揚げし、2002年にDotoo!（ドトォ！）に改名。ワンシュチュエーションものを得意とし、人間ドラマを暖かい笑いとともに描いた作品が多い。

## 概要
1987年に、福田卓郎が日本大学芸術学部の後輩とともに旗揚げした。旗揚げメンバーには、嶋田ひろし、山本郁子、わくさわりからがいる。
初期の頃は、時間と空間が飛躍する劇構造の作品もあったが、“真面目な人ほど面白い”というテーマの「いたしかたない人々」シリーズを上演するようになって変化。Dotoo!と改名してからはリアルな日常、もしくは少し特殊な設定の架空日常を舞台に、アンサンブルを重視したシュチュエーションコメディー的な作品を上演している。
2011年に、本郷奏多、五代路子、渋谷飛鳥などを迎え、25周年記念公演を紀伊國屋サザンシアターにて行なう。主宰の福田は、シナリオライターとしても、映画『就職戦線異状なし』、『愛を積むひと』、テレビ『トリック２』、『富豪刑事』、『警部補矢部謙三』、『仮面ライダーゴースト』、『噂の女』等、多数を執筆している。

## メンバー
- 福田卓郎（ふくだたくろう） - 作・演出
- 平川和宏（ひらかわかずひろ）
- 桜岡あつこ（さくらおかあつこ）
- 片平光彦（かたひらみつひこ）
- 坂本文子（さかもとふみこ）
- デ☆ら（でら）
- 青白木タクヤ（あおじろきたくや）
- 逸見宣明（へんみのぶあき）
- 寺島ゆうか（てらしまゆうか）
- 相今くる（あいまくる）
- 古川裕子（ふるかわひろこ）

## 舞台作品

### 疾風DO党
- 『走れルーク 〜ＲＵＮルークＲＵＮ〜』（1987年2月）シアターグリーン
- 『ラグタイムハイスクール』（1987年5月）シアターグリーン
- 『ＳＩＮＧＬＥ』（1987年9月）タイニー・アリス
- 『ま夜中の GOOD MORNING 』（1988年2月）タイニー・アリス
- 『ＤＵＡＬ』（1988年8月）駅前劇場
- 『ＢＵＴうしろのサプライズ』（1989年1月）タイニー・アリス
- 『ＰＩＮＫエレファントの 闊歩する夜』（1989年5月）ザ・スズナリ、横浜相鉄本多
- 『ま夜中の GOOD MORNING ’89』（1989年7月）タイニー・アリス
- 『気狂いピエロのクライシスＣＲＹ』（1989年12月）代官山シアター、横浜相鉄本多
- 『陽気なロビンソンＣＲＥＷ 』（1990年5月）シアター・トップス
- 『ディケイド』（1990年11月）駅前劇場、横浜相鉄本多
- 『有頂天時代』（1991年7月）シアターサンモール
- 『ま夜中の GOOD MORNING ’91』（1991年9月）シアター・トップス、横浜相鉄本多
- 『ジュヴナイル』（1992年4月）駅前劇場
- 『Ｉ・Ｚ・Ｏ』（1992年11月）シアターＶ赤坂
- 『ピノキオドールズ』（1993年5月）シアター・トップス
- 『ローズベッドへようこそ』（1993年12月）駅前劇場
- 『ユア・ハート・オンリィ』（1994年4月）シアター・トップス
- 『いたしかたない人々』（1994年10月）駅前劇場
- 『いたしかたない人々?〜お産と遺産〜』（1995年2月）オフオフシアター
- 『ＬＯＷＢＵＤＧＥＴ』（1995年7月）駅前劇場
- 『いたしかたない人々?〜ウエディングマーチで行こう〜』（1996年1月）駅前劇場、横浜相鉄本多
- 『其の筋の話』（1996年6月）東京芸術劇場小ホール2
- 『ＧＯＯＤＭＡＮ！』（1997年5月）シアターモリエール
- 『クレイジィーデイズ』（1997年11月）駅前劇場
- 『いたしかたない人々〜お産と遺産〜改訂版』（1998年4月）駅前劇場
- 『いたしかたない人々〜小峰の一族〜』（1998年10月）駅前劇場
- 『LOW BUDGET'99』（1999年5月）（駅前劇場）
- 『いたしかたない人々〜幕末奇想天外〜』（1999年11月）ザ・ポケット
- 『天心で爛漫』（2000年5月）ザ・ポケット
- 『仰げば尊し』（2000年11月）駅前劇場）
- 『オイル089』（2001年5月）ザ・ポケット
- 『仰げば尊し』アンコール公演　（2001年11月）駅前劇場

### Dotoo!
- 『もの申す人』（2002年４月）下北沢 駅前劇場
- 『ミスディレクション』（2002年10月）下北沢 駅前劇場
- 『マンボジャンボ』（2003年5月）下北沢ザ・スズナリ
- 『仰げば尊し』（2003年11月）下北沢 駅前劇場
- 『モンスターライフ』（2004年5月）下北沢 駅前劇場
- 『はにかムすまいる』（2004年11月）中野MOMO
- 『LOW BUDGET』 （2005年5月）下北沢 駅前劇場
- 『スカタン』（2005年11月）下北沢 駅前劇場
- 『おいないさん』（2006年7月）池袋シアターグリーン エリア171
- 『お産と遺産』（2007年3月）下北沢「劇」小劇場
- 『ひとおもひのひと』（2007年10月）下北沢 駅前劇場
- 『タイマー』（2008年6月）赤坂RED/THEATER
- ア・ラ・ドーモ公演『アラドーモ』（2008年10月）新宿シアターPOO
- 『鬼の如く、地獄の如く、恋の如く』（2009年3月）下北沢 駅前劇場
- 『ヒミツはざわめく』（2009年9月）赤坂RED/THEATER
- 『紙とダイヤモンド』（2010年5月）下北沢 駅前劇場
- 『おいないさん』（2010年10月）中野ポケット
- 初音コラボ茶屋 with Dotoo!（2010年12月）世田谷区立烏山区民会館ホール
- 『おいないさん』（2011年1月）愛媛公演　四国中央市ユーホール
- 『キネマの神さま』（2011年6月）新宿紀伊國屋サザンシアター
- ア・ラ・ドーモ公演『ふいうち』（2012年3月）要町第七秘密基地
- 『フツーの爆弾』（2012年6〜7月）赤坂RED/THEATER
- 『ロウバジェット』（2012年10〜11月）赤坂RED/THEATER
- 『稀なる我等の果てなる我家』（2013年5月）下北沢 駅前劇場
- 『オービィ』（2014年6月）テアトルBONBON
- 『閻魔さまさま』（2014年11月）テアトルBONBON
- 『にぎやかな地図』（2015年5月）下北沢「劇」小劇場
- 『よいやさのさっ！』（2015年10月）下北沢 小劇場B1
- 『一秒と英雄』下北沢（2016年6月）下北沢 駅前劇場
- 『よいやさのさっ！』（2016年9月）愛媛公演　新居浜市あががねミュージアム
- 『捜索隊、南へ』（2017年6月）下北沢　下北沢 駅前劇場
- 『此処で逢ったが百年目』（2018年6月）下北沢 駅前劇場
- 『月にむら雲 花に風』（2019年1月）下北沢 シアター711
- 『紙とダイヤモンド』（2020年3月）下北沢 駅前劇場
- 『三角で四角なマル』（2021年3月）下北沢 駅前劇場
- 『清廉とか潔白とか』（2022年3月）下北沢 駅前劇場
- 『オービィ』（2023年3月）下北沢駅前劇場
- 『ロウバジェットRev3』（2024年3月）下北沢駅前劇場